# Torta dello sposo
La torta dello sposo (dall'inglese groom's cake) è un dolce britannico e statunitense consumato durante i ricevimenti di matrimonio assieme alla torta nuziale.

## Storia
Le torte dedicate agli sposi uomini risalgono all'Inghilterra vittoriana, ed erano originariamente delle fruit cake dalla consistenza dura e pesante. Una delle prime ricette per preparare la torta dello sposo appare su The British Baker, pubblicato nel 1897. Sempre durante la fine dell'Ottocento, i coloni britannici esportarono la tradizione della torta dello sposo negli Stati Uniti sud-orientali. A volte, la torta dello sposo poteva essere una red velvet o, nel caso dalla groom's cake della Virginia, veniva preparata con frutta e liquore. Un'usanza tradizionale consiste nel racchiudere in una scatola una fetta di torta dello sposo da donare a una donna nubile che partecipa alle nozze. Se lei non mangia la fetta di dolce ma la mette sotto il cuscino prima di andare a dormire, la notte stessa sognerà il suo futuro marito.

## Caratteristiche
A differenza della tipica torta del matrimonio, che nel Regno Unito e negli USA presenta un impasto leggero ricoperto da una glassa bianca, la controparte "maschile" è un dolce più piccolo con una farcia a base di cacao, carote, alcolici e altri ingredienti che la rendono più saporita e meno delicata in quanto, un tempo, rappresentava il "sesso forte". A volte, l'aspetto delle torte dello sposo riflette gli hobby e le passioni del marito.